# Teodó I de Baviera
Teodó I de Baviera (? - 680) fou un suposat duc de Baviera, fill i successor de Garibald II de Baviera (640).
Tradicionalment, seguint a Pau el Diaca, se'l suposa casat amb Gleisnoda de Friül i pare de Lantpert, que hauria premort per poc al pare, i de Ita o Uta de Baviera (casada amb el duc Grimoald I de Benevent 651–662, rei del llombards entre 662 i 671) i mare del duc Romuald I de Benevent (662–677).
Els dos fills apareixen involucrats en la mort de Sant Emmeram, segons la tradició; la filla de Teodó, Uta (Ida), havia quedat embarassada del seu amant. Tement la ira del seu pare, li va confiar la situació a Emmeram i el sant es va comprometre a assolir la responsabilitat, ja que estava a punt de viatjar a Roma. Poc després de la seva partida, la situació d'Uta es va conèixer, i d'acord amb el que havia pactat, Uta va esmentar a Emmeram com el pare del fill no nascut. El seu germà Lantpert va anar a veure a Emmeram i el va saludar com "bisbe i cunyat", és a dir, episcopi et gender noster!. Després havia mort a Emmeram iles restes del sant es van traslladar a Regensburg; la tradició no diu res més de Lantpert ni d'Uta.
El successor de Teodó I hauria estat el seu nebot (fill del germà Agilof), de nom Teodó II.

## Teodó IV
La tradició bavaresa, recollida per alguns historiadors, esmenten tres ducs de nom Teodó que haurien regnat abans del 500 (Teudó I, Teudó II i Teudó III) dels quals només se sap el nom llegendari. Alguns historiadors (i la tradició) van anomenar així Teodó I com a Teodó IV, i al seu nebot i successor, Teodó (II) com Teodó V.